# Soknopaiou Nesos
Soknapaiou Nesos (littéralement : île du dieu crocodile) est une ville gréco-romaine située en Égypte dans le Fayoum. Le site, inhabité, est aujourd'hui dénommé Dimai (ca).

## Situation
Le site est situé à 27 km de Kom Aushim, l'actuelle Karanis (en).

## Le site archéologique
Le complexe de Soknapaiou Nesos est édifié à l'époque des Ptolémées, quand ce n'était plus une île et que l'eau était salée. Le site comprend un important temple dédié à Soknopaios (nom hellénisé de Sobek) ainsi qu'un chemin processionnel menant de la ville au temple.